# Sadie McKee
Sadie McKee (bra: Três Amores) é um filme pre-Code estadunidense de 1934, do gênero drama romântico, dirigido por Clarence Brown, estrelado por Joan Crawford, e coestrelado por Gene Raymond, Franchot Tone e Edward Arnold. O roteiro de John Meehan foi baseado no conto "Pretty Sadie McKee" (1933), de Viña Delmar.
Crawford interpreta a personagem-título, desde uma jovem trabalhadora que navega pela pobreza, pelo casamento e pela riqueza até, finalmente, alcançar uma vida (aparentemente) estabelecida em seus próprios termos. Este foi o terceiro dos sete filmes que Crawford e Tone coestrelaram juntos. Na época das filmagens, Crawford havia se divorciado recentemente de Douglas Fairbanks Jr., e logo ela e Tone envolveram-se romanticamente. O casal se casou em 1935.
A música "All I Do Is Dream of You" aparece nos títulos de abertura do filme e em certas sequências-chave, cantadas (na maior parte) por Gene Raymond. Foi escrita por Nacio Herb Brown e Arthur Freed especialmente para a produção. Desde 1952, o público conhece melhor a música por seu uso no filme "Singin' in the Rain", onde é cantada por Debbie Reynolds e um grupo de coristas depois que Reynolds sai de um bolo em uma festa de Hollywood. Também foi utilizada em "Uma Noite na Ópera" (1935) e "Crimes and Misdemeanors" (1989).

## Sinopse
Sadie McKee (Joan Crawford) trabalha como copeira na mesma casa onde sua mãe cozinha, e é admirada pelo advogado Michael "Mike" Alderson (Franchot Tone). No entanto, quando Michael menospreza o namorado dela, Tommy Wallace (Gene Raymond), durante um jantar em família, Sadie se retira e foge para Nova Iorque com Tommy. Lá, eles tentam conseguir uma vida melhor, mas tudo o que Sadie consegue é um emprego de dançarina numa boate. Passando desta para uma jornada repleta de conflitos depois de deixar Tommy e se casar com o rico alcoólatra Jack Brennan (Edward Ronald), Sadie tem a oportunidade de rever seus valores, mediante a importância que três homens distintos tiveram em sua vida.

## Elenco
- Joan Crawford como Sadie McKee Brennan
- Gene Raymond como Tommy Wallace
- Franchot Tone como Michael "Mike" Alderson
- Edward Arnold como Jack Brennan
- Esther Ralston como Dolly Merrick
- Earl Oxford como Stooge
- Jean Dixon como Opal
- Leo G. Carroll como Finnegan Phelps, o mordomo de Brennan
- Akim Tamiroff como Riccori
- Zelda Sears como Sra. Craney, landlady
- Helen Ware como Sra. McKee
- Gene Austin como Pianista na Cafeteria
- Candy Candido como Candy, artista na cafeteria
- Otto Heimel como Coco, artista na cafeteria
- Mabel Colcord como Cozinheira de Brennan

## Produção
Os atores James Dunn, Leif Erickson, Arthur Jarrett, Donald Woods e Robert Young foram considerados para o papel de Tommy Wallace, mas Gene Raymond acabou sendo escalado.
Os músicos Otto Heimel e Candy Candido, considerados "os garotos mais gostosos deste lado de Hades", fizeram sua estreia cinematográfica como Coco e Candy neste filme.
As filmagens deste filme foram incluídas no filme "What Ever Happened to Baby Jane?" (1962) para representar a atuação da personagem de Joan Crawford, Blanche Hudson, na década de 1930.

## Recepção
Em geral, o filme recebeu críticas mistas dos críticos. A revista The Hollywood Reporter notou: "Excelente filme ... público infalível ... bem adaptado para os talentos de Srta. Crawford ... as coisas pelas quais os fãs choram ... a direção de Clarence Brown é de se elogiar ... algo agradável para as fãs femininas".
Mordaunt Hall, em sua crítica para o The New York Times, observou: "A atuação é uma coisa ... mas a história é uma amostra de mau gosto ... Está longe de ser uma história agradável e, muitas vezes, é uma das mais irritantes".
O filme é reconhecido pelo Instituto Americano de Cinema na seguinte lista:
- 2002: 100 Years...100 Paixões – Indicado[10]

### Bilheteria
De acordo com os registros da Metro-Goldwyn-Mayer, o filme arrecadou US$ 838.000 nacionalmente e US$ 464.000 no exterior, totalizando US$ 1.302.000 mundialmente. O retorno lucrativo da produção foi de US$ 226.000.